# Arturo Ramos Hernández
Pour les articles homonymes, voir Ramos.
Ramos  Hernández est un nom espagnol. Le premier nom de famille, en général paternel, est Ramos ; le second, en général maternel, souvent omis, est Hernández.
Arturo Ramos Hernández, né le 13 octobre 1960, est un joueur cubain de water-polo.

## Carrière
Avec l'équipe de Cuba masculine de water-polo, il termine cinquième des Jeux olympiques d'été de 1980 à Moscou, remporte la médaille d'or aux Jeux panaméricains de 1991 et la médaille d'argent aux Jeux panaméricains de 1979, 1983 et 1987.